# Canal des Deux Mers

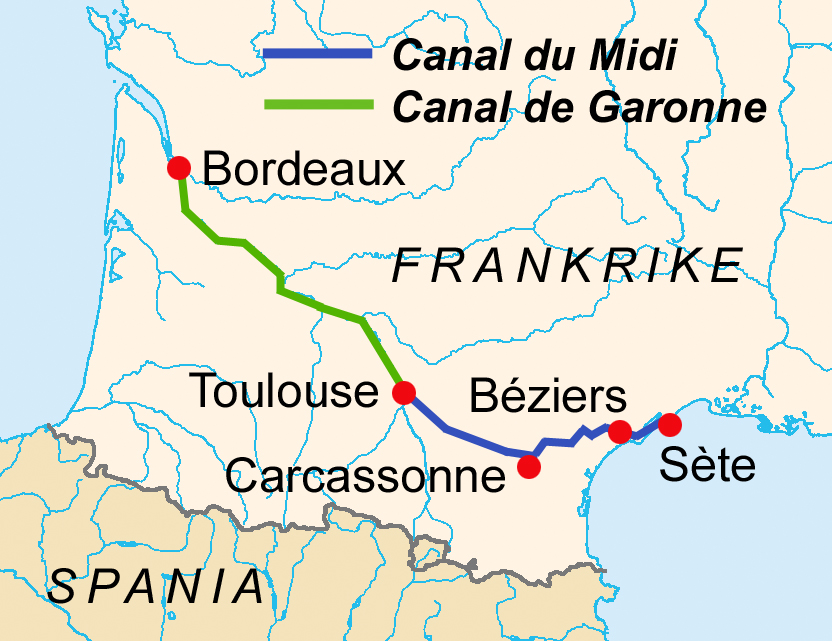
Verbindung vom Atlantik zum Mittelmeer

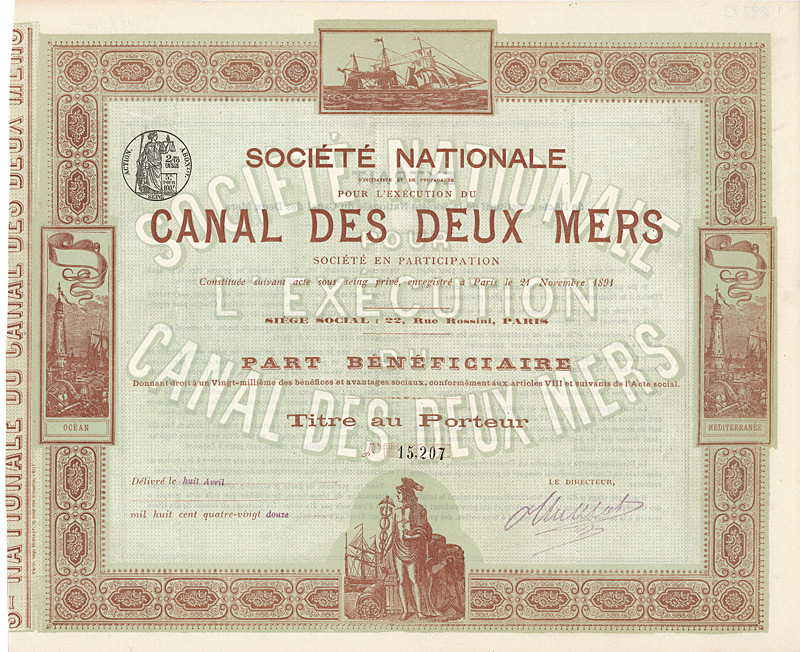
Part Beneficiare der Soc. Nationale du Canal des Deux Mers vom 8. April 1892

Der Canal des Deux Mers (deutsch: Kanal der zwei Meere) ist die Bezeichnung für ein in der Geschichte des französischen Kanalbaues in Südfrankreich immer wieder auftauchendes Projekt zur Errichtung einer schiffbaren Verbindung zwischen dem Atlantik und dem Mittelmeer mit den verschiedensten Lösungsansätzen. Realisiert wurde schließlich eine Verlängerung des Canal du Midi von Toulouse westwärts, der als Canal latéral à la Garonne (deutsch: Garonne-Seitenkanal) bezeichnet wird. Durch diese Erweiterung war es tatsächlich möglich, die beiden Meere für die Schifffahrt zu verbinden, sodass manchmal für die beiden Kanäle auch der nicht offizielle Begriff Canal des Deux Mers verwendet wird.
In der Realität muss man, vom Atlantik kommend, die folgenden natürlichen und künstlichen Wasserwege benutzen:
- die Gironde, von Royan bis zur Einmündung der Dordogne,
- die Garonne, vorbei an Bordeaux, bis nach Castets-en-Dorthe,
- den Garonne-Seitenkanal bis Toulouse,
- den Canal du Midi bis zu seiner Mündung in den Étang de Thau,
- den Étang de Thau durchqueren bis nach Sète.

In Sète ist man schließlich am Mittelmeer angekommen. Die Gesamtstrecke ist rund 590 Kilometer lang.
Zwei Stichkanäle erlauben es, auch an anderen Orten das Mittelmeer zu erreichen:
- bei Port-la-Nouvelle über den Canal de Jonction und den Canal de la Robine
- bei Agde über den Fluss Hérault

Von Sète aus kann man auf dem Canal du Rhône à Sète der Küste entlang, durch die Camargue, in die Rhone weiterfahren.